# Alois Caracciola
Alois Caracciola, später Caracciola-Delbrück (* 29. Juli 1873 in Remagen; † 1948) war ein deutscher Offizier in der Preußischen Armee, zuletzt Oberstleutnant, und Polizeioffizier in der Weimarer Republik.

## Leben

### Werdegang
Alois Caracciola trat 1892 in die preußische Armee ein. Zum 16. März 1893 wurde er im Infanterie-Regiment 81 vom Unteroffizier zum Fähnrich befördert. Er erhielt am 18. November des gleichen Jahres seine Ernennung zum Seconde-Lieutenant. 1902 war er immer noch im Infanterie-Regiment 81. Später wurde er als Oberleutnant an die Kriegsakademie und in den Großen Generalstab kommandiert. 1908 war er vom Infanterie-Regiment 81 in den Großen Generalstab versetzt, wo er im darauffolgenden Jahr als Hauptmann (Beförderung am 21. März 1908) zusätzlich im Generalstab der Armee war. Bis 1909 war er u. a. mit dem Ritterkreuz des Ordens der italienischen Krone ausgezeichnet worden. Im darauffolgenden Jahr war er von der 25. Division in den Generalstab der Armee kommandiert und kam 1912 von der 25. Division zum Infanterie-Regiment 137. Hier übernahm er die 12. Kompanie. Es folgte die erneute Versetzung in den Generalstab. Später wurde er Generalstabsoffizier der 22. Division in Kassel, wo er am 19. August 1914 zum Major befördert wurde. Im gleichen Jahr hatte er den Roter Adlerorden 4. Klasse erhalten. Am 12. März 1915 wurde er Erster Generalstabsoffizier des XXIV. Reserve-Korps.
Ende September 1918 wurde Caracciola als Major und Chef des Generalstabes des Generalkommandos z. b. V. 54 durch Kaiser Wilhelm II. der Orden Pour le Mérite verliehen. Später war er weiterhin als Major bis mindestens Anfang 1919 wieder im Generalstab der 22. Division. Später kam er erneut in das Infanterie-Regiment 137. Am 22. November 1919 wurde er auf sein Gesuch hin mit dem Charakter als Oberstleutnant aus der Armee verabschiedet.
Ab 1920 war er im Polizeidienst und dort als Polizeioberst Kommandeur der Schutzpolizei von Hessen mit Sitz in Darmstadt. Zum 1. Juli 1929 ging er in den Ruhestand.

### Familie
Sein Sohn war der Widerstandskämpfer Günther Caracciola-Delbrück.